# 21521 Hippalgaonkar
21521 Hippalgaonkar è un asteroide della fascia principale. Scoperto nel 1998, presenta un'orbita caratterizzata da un semiasse maggiore pari a 2,5583682 UA e da un'eccentricità di 0,1724555, inclinata di 8,11979° rispetto all'eclittica.